# Hewlett-Packard Trophy 1986
Hewlett-Packard Trophy 1986 — жіночий тенісний турнір, що проходив на закритих кортах з килимовим покриттям у Гілверсумі (Нідерланди) в рамках Туру WTA 1986. Відбувсь удруге й востаннє і тривав з 29 вересня до 5 жовтня 1986 року. Перша сіяна Гелена Сукова здобула титул в одиночному розряді.

## Фінальна частина

### Одиночний розряд
Гелена Сукова —  Катрін Танв'є 6–2, 7–5
- Для Сукової це був 2-й титул в одиночному розряді за рік і 4-й — за кар'єру

### Парний розряд
Кеті Джордан /  Гелена Сукова —  Тіна Шоєр-Ларсен /  Катрін Танв'є 7–5, 6–1